# Équipe d'Argentine de football à la Copa América 1995
L'équipe d'Argentine de football participe à sa 34e Copa América lors de l'édition 1995 qui s'est déroulé en Uruguay du 5 au 23 juillet 1995 et a été organisé par la CONMEBOL.

## Résultats

### Premier tour

#### Groupe C
| Classement final |            |     |   |   |   |   |    |    |      |
|                  | Équipe     | Pts | J | G | N | P | BP | BC | Diff |
| 1                | États-Unis | 6   | 3 | 2 | 0 | 1 | 5  | 2  | +3   |
| 2                | Argentine  | 6   | 3 | 2 | 0 | 1 | 6  | 4  | +2   |
| 3                | Bolivie    | 4   | 3 | 1 | 1 | 1 | 4  | 4  | 0    |
| 4                | Chili      | 1   | 3 | 0 | 1 | 2 | 3  | 8  | -5   |

| 8 juillet  | Argentine  | 2 | 1 | Bolivie   |
| 11 juillet | Argentine  | 4 | 0 | Chili     |
| 14 juillet | États-Unis | 3 | 0 | Argentine |

| 8 juillet 1995 | Argentine                 | 2 – 1   | Bolivie    | Estadio Parque Artigas (Paysandú)                    |                                                      |
|                | Batistuta 70e · Balbo 81e | (0 - 0) | Angola 75e | Spectateurs : 20 000 Arbitrage : Eduardo Dluzniewski | Spectateurs : 20 000 Arbitrage : Eduardo Dluzniewski |

| 11 juillet 1995 | Argentine                                   | 4 – 0   | Chili | Estadio Parque Artigas (Paysandú)                     |                                                       |
|                 | Batistuta 1re, 51e · Simeone 6e · Balbo 54e | (2 - 0) |       | Spectateurs : 16 000 Arbitrage : Arturo Brizio Carter | Spectateurs : 16 000 Arbitrage : Arturo Brizio Carter |

| 14 juillet 1995 | États-Unis                           | 3 – 0   | Argentine | Estadio Parque Artigas (Paysandú)                         |                                                           |
|                 | Klopas 20e · Lalas 31e · Wynalda 58e | (2 - 0) |           | Spectateurs : 8 000 Arbitrage : Márcio Rezende de Freitas | Spectateurs : 8 000 Arbitrage : Márcio Rezende de Freitas |

### Quarts de finale
| 17 juillet 1995 | Brésil                 | 2 – 2 a.p. | Argentine                | Estadio Atilio Paiva Olivera (Rivera)                   |                                                         |
| | Edmundo 9e · Túlio 81e | (1 - 2) | Balbo 2e · Batistuta 29e | Spectateurs : 24 000 Arbitrage : Alberto Tejada Noriega | Spectateurs : 24 000 Arbitrage : Alberto Tejada Noriega |
| · Roberto Carlos · Túlio · André Cruz · Dunga · Edmundo                                                                                         | Tirs au but 4 - 2      | · Pérez · Acosta · Simeone · Fabbri · |                          | Spectateurs : 24 000 Arbitrage : Alberto Tejada Noriega | Spectateurs : 24 000 Arbitrage : Alberto Tejada Noriega |
| Taffarel - Jorginho, Aldair, André Cruz, Roberto Carlos - Dunga, César Sampaio ( 85e), Juninho Paulista, Leonardo ( 60e Túlio) - Edmundo, Sávio | Équipes                | Cristante - Zanetti, Fabbri, Cáceres, Chamot - Simeone, Astrada ( 45e), Borrelli, Ortega ( 46e Pérez) - Balbo ( 76e Acosta), Batistuta ( 60e Ayala) |                          | Spectateurs : 24 000 Arbitrage : Alberto Tejada Noriega | Spectateurs : 24 000 Arbitrage : Alberto Tejada Noriega |

## Effectif
Sélectionneur : Daniel Passarella
| No. | Pos.      | Joueur             | Date de naissance et âge | Sélec. | Club                    |
| --- | --------- | ------------------ | ------------------------ | ------ | ----------------------- |
| 1   | Gardien   | Hernán Cristante   | 16 septembre 1969        |        | Club Atlético Platense  |
| 2   | Défenseur | Roberto Ayala      | 14 avril 1973            |        | Parma                   |
| 3   | Défenseur | José Chamot        | 17 mai 1969              |        | SS Lazio                |
| 4   | Défenseur | Javier Zanetti     | 10 août 1973             |        | Internazionale          |
| 5   | Milieu    | Hugo Pérez         | 6 septembre 1968         |        | Sporting Gijón          |
| 6   | Défenseur | Fernando Cáceres   | 7 février 1969           |        | Real Zaragoza           |
| 7   | Attaquant | Abel Balbo         | 1er juin 1966            |        | AS Roma                 |
| 8   | Milieu    | Diego Simeone      | 28 avril 1970            |        | Atlético Madrid         |
| 9   | Attaquant | Gabriel Batistuta  | 1er février 1969         |        | Fiorentina              |
| 10  | Milieu    | Marcelo Gallardo   | 18 janvier 1976          |        | River Plate             |
| 11  | Milieu    | Sergio Berti       | 17 février 1969          |        | River Plate             |
| 12  | Gardien   | Carlos Bossio      | 1er décembre 1973        |        | Estudiantes de La Plata |
| 13  | Défenseur | Ricardo Altamirano | 12 décembre 1965         |        | River Plate             |
| 14  | Défenseur | Gabriel Schürrer   | 16 août 1971             |        | Club Atlético Lanús     |
| 15  | Défenseur | Néstor Fabbri      | 29 avril 1968            |        | Boca Juniors            |
| 16  | Milieu    | Leonardo Astrada   | 6 janvier 1970           |        | River Plate             |
| 17  | Milieu    | Marcelo Escudero   | 25 juillet 1972          |        | Newell's Old Boys       |
| 18  | Milieu    | Marcelo Espina     | 28 avril 1967            |        | Colo-Colo               |
| 19  | Milieu    | Ariel Ortega       | 4 mars 1974              |        | River Plate             |
| 20  | Attaquant | Alberto Acosta     | 23 août 1966             |        | Universidad Católica    |
| 21  | Milieu    | Juan José Borrelli | 8 octobre 1970           |        | Panathinaikos           |
| 22  | Gardien   | Germán Burgos      | 16 avril 1969            |        | River Plate             |

## Navigation